# Ressurreição de Jesus

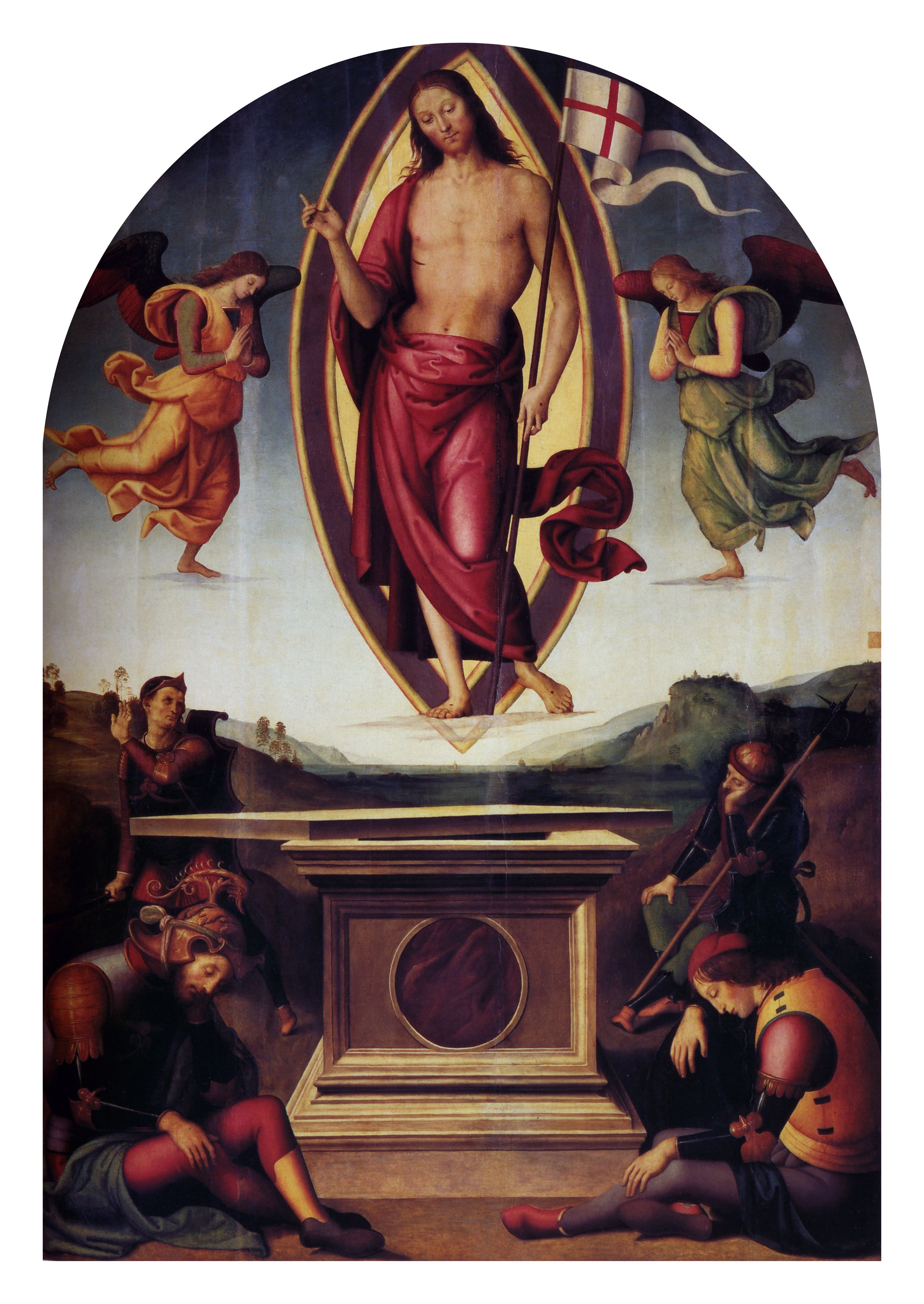
Ressurreição, de Perugino, 1499-1500

A Ressurreição de Jesus é a fé cristã de que Jesus Cristo retornou à vida no domingo seguinte à sexta-feira na qual ele foi crucificado. É uma doutrina central da fé e da teologia cristã e parte do Credo Niceno: "Ressuscitou dos mortos ao terceiro dia, conforme as Escrituras". O acontecimento e especialmente a sua representação artística é conhecido como anástase (do grego: αναστασις; romaniz.: anastasis; "ato de elevar").
No Novo Testamento, depois de ser crucificado pelos romanos, Jesus é ungido e sepultado num túmulo novo por José de Arimateia, ressuscita dos mortos e aparece para muitas pessoas durante um período de quarenta dias, quando então ascende ao Céu para se sentar à direita do Pai. Os cristãos celebram a ressurreição no Domingo de Páscoa, o terceiro dia depois da Sexta-feira Santa, o dia da crucificação. A data da Páscoa correspondeu, a grosso modo, com a Páscoa judaica, o dia de observância dos judeus associado com o Êxodo, que é calculado como sendo a noite da primeira lua cheia depois do equinócio.
A história da ressurreição aparece em mais de cinco diferentes locais na Bíblia. Em diversos episódios nos evangelhos canônicos, Jesus profetiza sua morte e posterior ressurreição, que ele afirma ser o plano de Deus Pai. Os cristãos veem a ressurreição de Jesus como parte do plano de salvação e redenção através da expiação pelos pecados do homem.
Estudiosos céticos questionaram a historicidade da ressurreição por séculos; por exemplo, "...o consenso acadêmico do século XIX e início do século XX descarta as narrativas sobre a ressurreição como sendo relatos tardios e lendários". Diversos estudiosos modernos expressaram suas dúvidas sobre a historicidade dos relatos sobre a ressurreição e continuam debatendo suas origens, enquanto que outros consideram os relatos bíblicos sobre o episódio como sendo derivados das experiências dos seguidores de Jesus e, particularmente, do apóstolo Paulo.

## Narrativa bíblica

### Epístolas paulinas
Os mais antigos registros escritos da morte e ressurreição de Jesus são as cartas de Paulo, que foram escritas por volta de duas décadas após a morte de Jesus e mostram que, neste período, os cristãos acreditavam firmemente no evento. Alguns estudiosos acreditam que elas tenham incorporado credos e hinos primitivos, escritos apenas uns poucos anos após a morte de Jesus e originados na comunidade cristã de Jerusalém. Estes credos, mesmo inseridos nos textos do Novo Testamento, são uma fonte importante sobre este período do cristianismo primitivo (vide abaixo):
- «acerca de seu Filho (que veio da descendência de Davi quanto à carne, e que foi com poder declarado Filho de Deus quanto ao espírito de santidade, pela ressurreição dos mortos), Jesus Cristo nosso Senhor» (Romanos 1:3–4).[15]
- «Lembra-te de Jesus Cristo, ressuscitado dentre os mortos, descendente de Davi, segundo o meu Evangelho» (II Timóteo 2:8).[16]
- «Pois eu vos entreguei primeiramente o que também recebi: que Cristo morreu por nossos pecados segundo as Escrituras, e que foi sepultado, e que foi ressuscitado ao terceiro dia segundo as Escrituras e que apareceu a Cefas e então aos doze. Depois apareceu a mais de quinhentos irmãos de uma vez, dos quais a maior parte permanece até agora, mas alguns já dormiram; depois apareceu a Tiago, então a todos os apóstolos;» (I Coríntios 15:3–7).

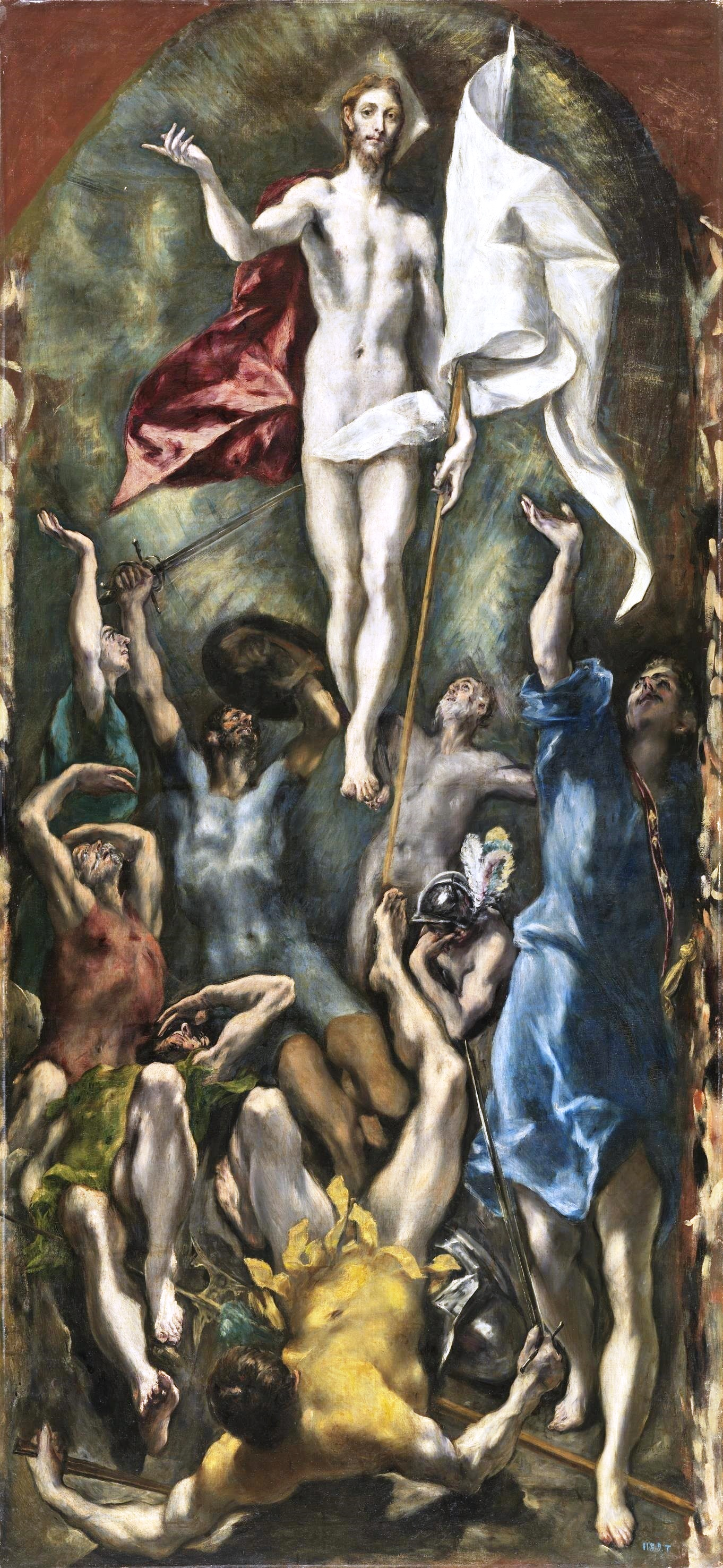
Ressurreição, de El Greco, 1569–1600, Museu do Prado, Madrid

Estas aparições neste último credo incluem aquelas aos membros mais proeminentes entre os seguidores de Jesus e, posteriormente, da igreja de Jerusalém, incluindo Tiago, irmão de Jesus, e os apóstolos, nomeando apenas Pedro (Cefas). O credo também faz referências a aparições para pessoas cujo nome não é citado. Hans Von Campenhausen e A. M. Hunter afirmaram, separadamente, que o texto deste credo cumpre os rigorosos critérios de historicidade e confiabilidade de origem.

### Evangelhos

#### Marcos
Logo após o nascer do sol no dia seguinte ao sabbath, três mulheres, Maria Madalena, Maria, mãe de Tiago e Salomé, foram ungir o corpo de Jesus imaginando como é que conseguiriam rolar a pesada pedra que fechava o túmulo. Porém, elas a encontraram já rolada e viram um jovem sentado no túmulo que lhes contou que Jesus havia ressuscitado e que elas deveriam contar para Pedro e os apóstolos que Ele iria se encontrar com eles na Galileia, "como havia prometido". As mulheres correram e não contaram para ninguém (Marcos 16).

#### Mateus
Logo após o nascer do sol no dia seguinte ao sabbath, Maria Madalena e "a outra Maria" foram espiar o túmulo. Acompanhado de um terremoto, um anjo desceu dos céus e rolou a pedra na entrada. Ele diz para elas não terem medo e pede que elas contem aos discípulos que Jesus ressuscitou e que irá encontrá-los na Galileia. As mulheres se regojizaram e correram para contar as novidades aos discípulos, mas Jesus apareceu e repetiu o que foi dito pelo anjo. Os discípulos então foram para a Galileia e lá viram Jesus. Os soldados que guardavam o túmulo ficaram aterrorizados com o anjo e informaram aos sumo-sacerdotes. Furiosos, eles pagaram para que eles espalhassem a informação mentirosa de que os discípulos de Jesus haviam roubado o corpo "e esta notícia se há divulgado entre os judeus até o dia de hoje" (Mateus 28).

#### Lucas
Logo após o nascer do sol no dia seguinte ao sabbath algumas mulheres (Maria Madalena, Joana e Maria, mãe de Tiago) foram ungir o corpo de Jesus. Elas encontraram a pedra já rolada e o túmulo vazio. Repentinamente, dois homens apareceram atrás delas e disseram que Jesus havia ressuscitado. As mulheres contaram aos discípulos, que não acreditaram nelas, com exceção de Pedro, que correu até a tumba. Ele descobriu a mortalha no túmulo e foi embora imaginando o que poderia ter acontecido.
No mesmo dia, Jesus apareceu para dois seguidores na estrada para Emaús. Eles só o reconheceram quando ele partiu o pão e deu graças, desaparecendo em seguida. Os dois imediatamente seguiram para Jerusalém, onde encontraram os discípulos excitados com a aparição de Jesus a Pedro. Quando eles começaram a contar a história, Jesus apareceu para todos eles, que ficam assustados, mas ele os convidou a tocarem no seu corpo, comerem com ele e explicou que nele as profecias se realizaram (Lucas 24).

#### João
Bem cedo no dia após o sabbath, antes do nascer do sol, Maria Madalena visitou o túmulo de Jesus e encontrou a pedra já rolada. Ela contou a Pedro e ao "discípulo amado", que correram para lá, encontraram apenas a mortalha e foram para casa. Maria viu dois anjos e Jesus, que ela não reconheceu de imediato. Ele pediu a ela que contasse aos discípulos que Jesus irá ascender ao Pai, o que ela se apressou para fazer.
Naquela tarde, Jesus apareceu entre eles, mesmo as portas estando trancadas, e lhes conferiu o poder sobre o pecado e o de perdoar. Uma semana depois, ele apareceu para Tomé, que não tinha acreditado até então. Quando ele tocou as chagas de Jesus, disse "Meu senhor, meu Deus", ao que Jesus respondeu "Creste, porque me viste? Bem-aventurados os que não viram e creram" (João 20).

#### Atos dos Apóstolos
Na continuação do relato de Lucas, Jesus apareceu para diversas pessoas por quarenta dias, dando muitas provas de sua ressurreição e instruindo os apóstolos a não deixarem Jerusalém antes de serem batizados pelo Espírito Santo (Atos 1).

### Principais temas

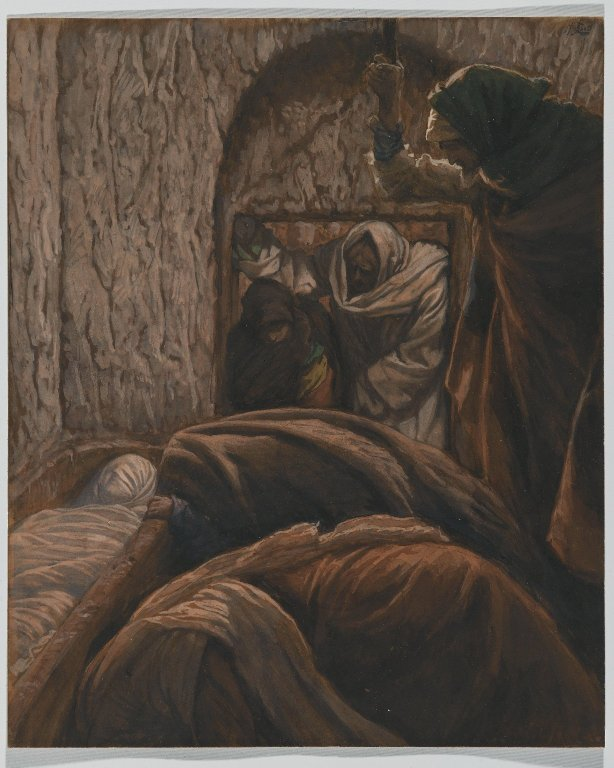
Jesus na Sepultura; James Tissot (século XIX)

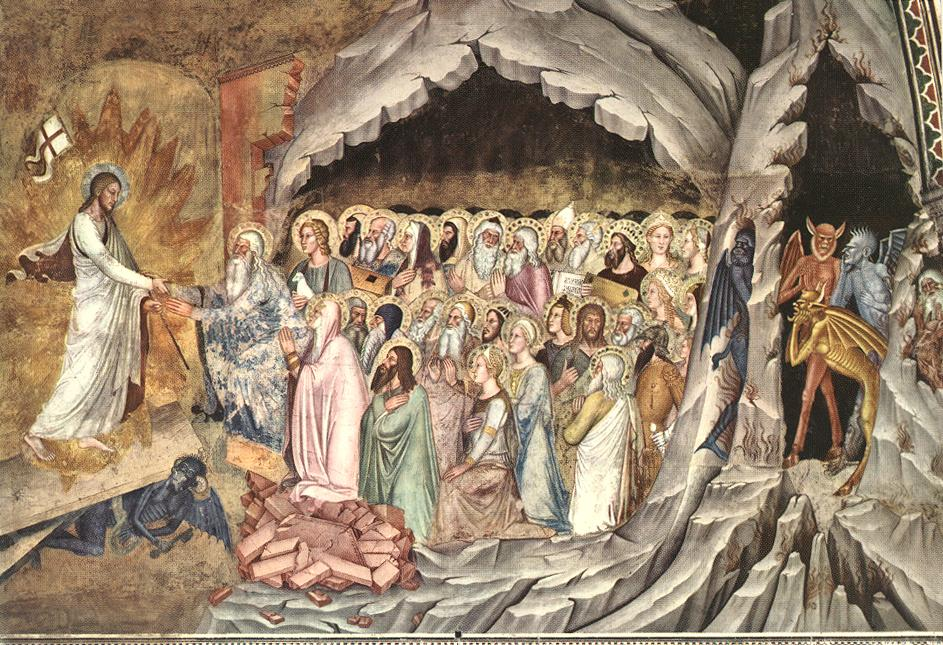
Descida de Cristo ao inferno; Andrea de Bonaiuto (século XIV)

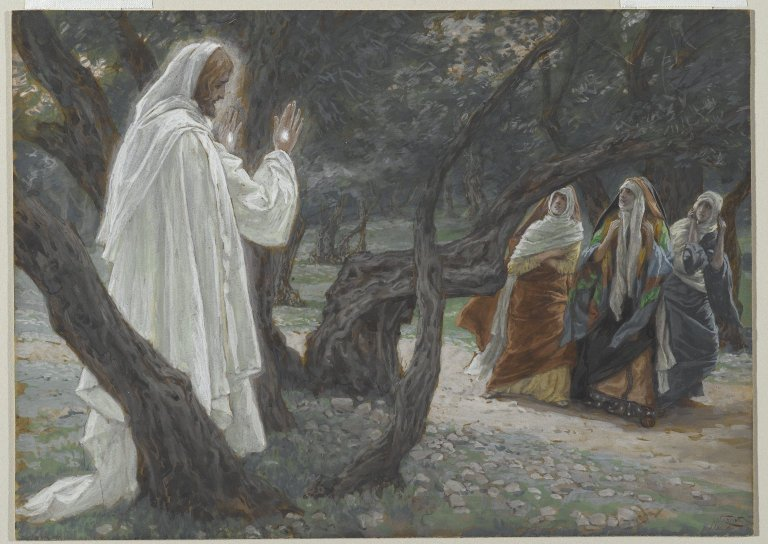
Jesus aparece para as mulheres; James Tissot (século XIX)

No Novo Testamento há três grupos de eventos relacionados à morte e ressurreição de Jesus: crucificação e sepultamento, no qual Jesus é colocado num novo túmulo após a sua morte, descoberta do túmulo vazio e as aparições após a ressurreição.

#### Sepultamento
Todos os quatro evangelhos afirmam que, no final da tarde do dia da crucificação, José de Arimateia pediu a Pilatos permissão para levar o corpo de Jesus e que, após ter sido atendido, José retirou o corpo da cruz, envolveu-o numa mortalha de linho e o colocou no túmulo. Este ritual estava de acordo com a Lei Mosaica (Deuteronômio 21:22–23), que afirmava que uma pessoa enforcada numa árvore não deve ficar lá à noite e deve ser enterrada antes do pôr-do-sol.
Em Mateus, José de Arimateia foi identificado como sendo «...também discípulo de Jesus» (Mateus 27:57); Marcos acrescenta que ele era um «...ilustre membro do sinédrio, que também esperava o reino de Deus» (Marcos 15:43). Lucas diz que ele era «...membro do sinédrio, homem bom e justo (que não anuíra ao propósito e ato dos outros), de Arimateia, cidade dos judeus, o qual esperava o reino de Deus.» (Lucas 23:50–51). Finalmente, João apenas identifica-o como «discípulo de Jesus» (João 19:38).
O Evangelho de Marcos afirma que, quando José pediu o corpo de Jesus, Pilatos ficou espantado por Jesus já estar morto e enviou um centurião para confirmar a morte antes de entregar a José o corpo. João relata que José teve o auxílio de Nicodemos, que trouxe uma mistura de mirra e aloés, misturando os perfumes na mortalha, como era o costume dos judeus.

#### Morte de Jesus durante os três dias
Os trechos em itálico abaixo, do Novo Testamento, comentam sobre a morte e ressurreição de Jesus e o período no qual ele esteve no túmulo:
O apóstolo Pedro dá um sermão cinquenta dias após a ressurreição no qual ele afirma: «Irmãos, é-me permitido dizer-vos ousadamente acerca do patriarca David, que ele morreu e foi sepultado, e o seu túmulo está entre nós até hoje. Sendo, pois, profeta, e sabendo que Deus lhe havia jurado que um dos seus descendentes seria colocado sobre o seu trono; prevendo isto, Davi falou da ressurreição de Cristo, que nem foi deixado no Hades, nem o seu corpo viu a corrupção.» (Atos 2:29–31)
Pedro, agora em sua primeira epístola, diz: «Assim também Cristo morreu uma só vez pelos pecados, o justo pelos injustos, para nos levar a Deus, sendo, na verdade, morto na carne, mas vivificado no Espírito, no qual também foi pregar aos espíritos em prisão.» (I Pedro 3:18–20)
Estas passagens formam a base teológica que sustenta a frase "Ele desceu ao inferno" que consta no Credo dos Apóstolos e deu origem à tradição da Descida de Cristo aos infernos. De acordo com a fé católica, Jesus foi à Mansão dos mortos para libertar os espíritos dos justos que lá estavam presos, e que ainda não podiam entrar na glória celeste.

#### Descoberta do túmulo vazio
Embora nenhum evangelho apresente um relato que inclua todos os episódios sobre a Ressurreição e as aparições, eles concordam em quatro pontos:
1. A atenção dada à pedra que fechava a entrada do túmulo.
2. A ligação da tradição do túmulo vazio com a visita das mulheres "no primeiro dia da semana".
3. Que Jesus ressuscitado escolheu aparecer pela primeira vez para mulheres (ou mulher) e pedir-lhes (ou lhe) que proclamassem este importante fato para os discípulos, incluindo Pedro e os demais apóstolos;
4. A proeminência de Maria Madalena;[22][23][24]

Já as diferenças aparecem em torno da hora precisa da visita ao túmulo, o número e identidade das mulheres; o propósito da visita; a aparição de outros mensageiros - angélicos ou humanos, a mensagem deles para as mulheres e a resposta delas.
Os quatro evangelhos relatam que as mulheres foram as primeiras a encontrar o túmulo vazio, embora o número varie de uma (Maria Madalena) até um número não especificado. De acordo com Marcos e Lucas, o "anúncio" da ressurreição de Jesus foi feito primeiro às mulheres, enquanto que em Mateus e João, Jesus de fato "apareceu" primeiro para elas. Especialmente nos evangelhos sinóticos, as mulheres tiveram um papel central como testemunhas da morte, sepultamento e na descoberta do túmulo vazio.

#### Aparições após a ressurreição
Após a descoberta do túmulo vazio, os evangelhos relatam que Jesus apareceu diversas vezes para os discípulos. Entre elas estão a aparição para os discípulos no cenáculo, onde Tomé não acreditou até ser convidado a por seus dedos nas chagas de Jesus, a aparição na estrada para Emaús e no Mar da Galileia para encorajar Pedro a servir seus seguidores. Sua aparição final ocorreu quarenta dias após a ressurreição, quando Jesus ascendeu ao céu, onde ele está com o Pai e o Espírito Santo até o dia do seu retorno.
Logo depois, na estrada para Damasco, Saulo de Tarso se converteu ao cristianismo (e trocou seu nome para Paulo) com base numa visão que teve de Jesus e se tornou um dos mais importantes missionários e teólogos da religião nascente.

## Historicidade e origem da narrativa

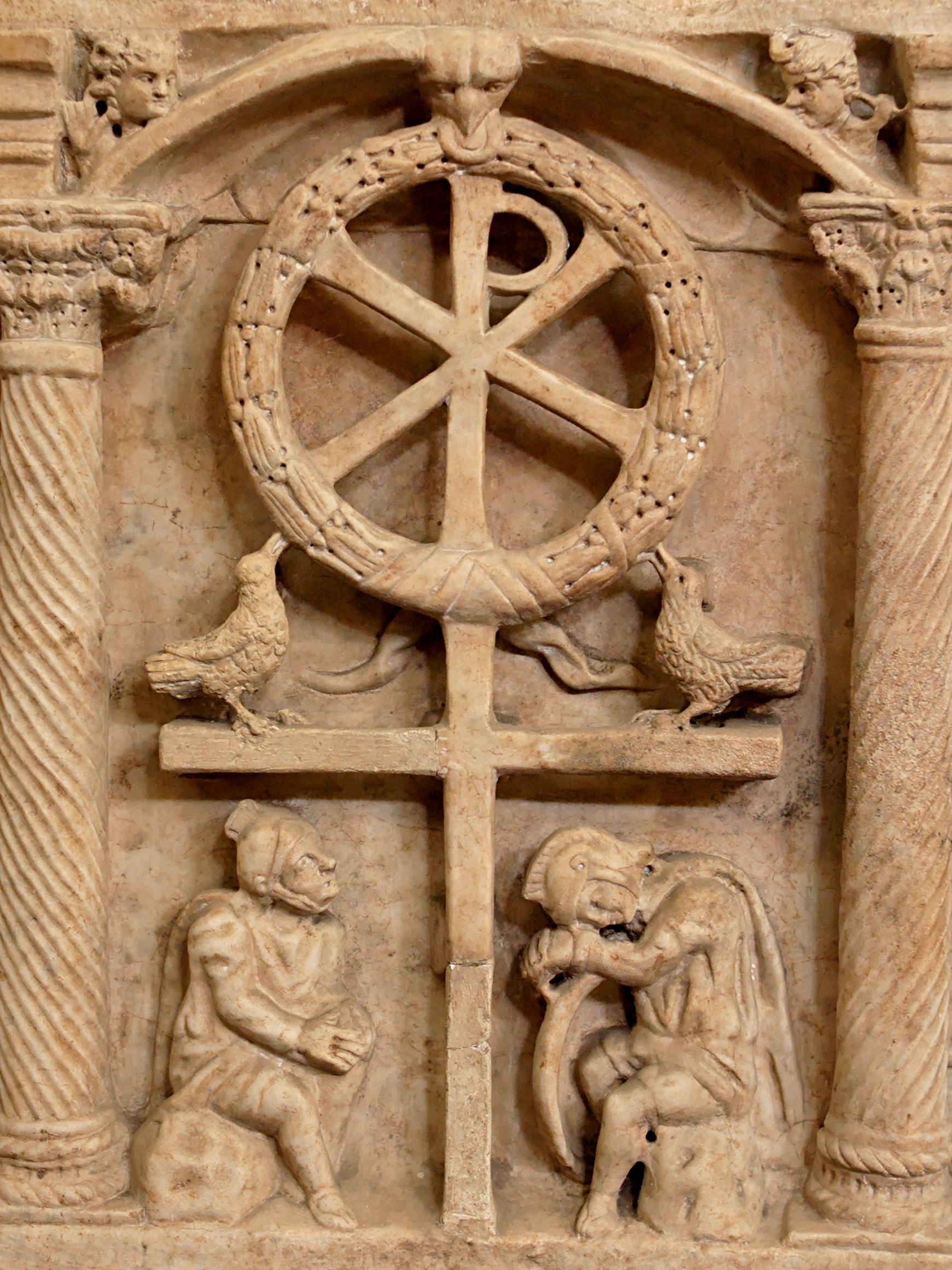
Chi Ro representando Jesus ressuscitado,, Museus Vaticanos (Museu Pio-Cristão)

Géza Vermes, que considera a ressurreição como um dos conceitos fundamentais da fé cristã, apresentou oito possíveis teorias para explicá-la. Estas teorias abrangem todo um espectro que vai da negação completa do evento até a fé absoluta nele. As seis outras variantes incluem o roubo do corpo, a recuperação de um estado de coma e uma ressurreição espiritual, não corporal Vermes descarta as duas extremas, afirmando que elas "não são suscetíveis ao julgamento racional".
Diversos argumentos contra a historicidade da Ressurreição também foram apresentados, como, por exemplo, o número de outras figuras históricas ou deuses sobre os quais existem relatos de morte e ressurreição semelhantes. De acordo com Peter Kirby, "muitos estudiosos duvidam da historicidade do túmulo vazio". Porém, de acordo com uma pesquisa realizada por Gary Habermas, 75% de todos os estudiosos do Novo Testamento, conservadores ou não, aceitam argumentos a favor do evento. Robert M. Price alega que se a ressurreição pudesse, de fato, ser comprovada por evidências científicas ou históricas, o evento perderia suas qualidades milagrosas. Helmut Koester escreveu que as teorias sobre a ressurreição foram originalmente epifanias e que os relatos mais detalhados do evento são de fontes secundárias e não se baseiam em registros históricos.
De acordo com Richard. A. Burridge, o consenso majoritário entre os acadêmicos bíblicos é que o gênero literário dos evangelhos é uma forma de biografia antiga e não uma narrativa mitológica. E.P. Sanders argumenta que uma conspiração para fomentar a crença na ressurreição provavelmente resultaria numa história mais consistente e que algumas das pessoas envolvidas nos eventos deram suas vidas para defender essa crença. James D.G. Dunn afirmou que, ainda que a experiência de Paulo com a ressurreição foi "de caráter visionário" e "não física e não material", os relatos nos evangelhos são de outra natureza..

## Importância teológica
Na teologia cristã, a ressurreição de Jesus é o fundamento da fé cristã. Os cristãos, «pela fé no poder de Deus» (Colossenses 2:12), serão corporalmente ressuscitados com Jesus na sua segunda vinda (Parúsia) porque «Jesus morreu e ressuscitou e assim acontecerá com os que são dele» (1 Tessalonicenses 4:14), do mesmo modo, os cristãos são redimidos para que «vivam uma nova vida» (Romanos 6:4). Como Paulo afirmou: «Se Cristo não ressuscitou, é vã a nossa pregação, e também é vã a vossa fé.» (I Coríntios 15:4).

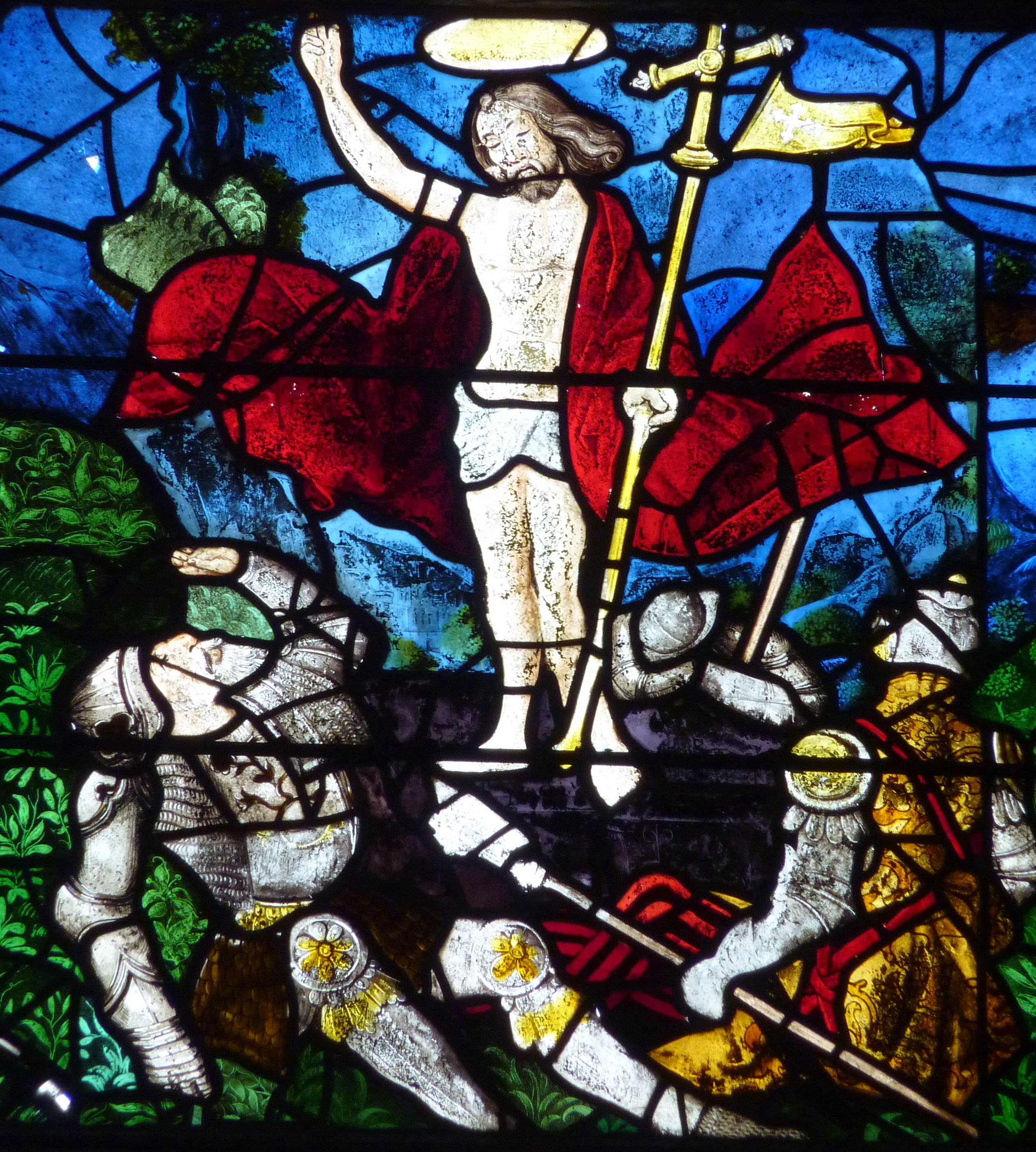
"Ressurreição".
Vitral na Igreja de São Pedro e São Paulo em Jouarre, na França.

Diversos estudiosos já apontaram que, na discussão sobre a ressurreição, Paulo ecoa um estilo de transmissão de conhecimento rabínica parte de uma tradição autoritativa antiga que ele recebeu e passou adiante para a igreja de Corinto. Por esta e por outras razões, é amplamente aceito que esta crença na ressurreição é de origem pré-paulina. Geza Vermes afirma que esta crença é "uma tradição que Paulo herdou dos que eram maiores que ele na fé na morte, sepultamento e ressurreição de Jesus" (vide acima) e sua origem foi a comunidade apostólica de Jerusalém, onde ela foi formalizada e passada adiante apenas alguns poucos anos depois da ressurreição. Paul Barret escreve que este tipo de credo é uma variante de "uma tradição primitiva básica que Paulo 'recebeu' em Damasco de Anananias por volta de 34 d.C." após a sua conversão.
A visão de Paulo era contrária aos ensinamentos dos filósofos gregos, para quem a ressurreição dos mortos significava uma nova prisão num corpo, que era o que eles queriam evitar, uma vez que para eles o corpóreo e o material aprisionavam o espírito. Ao mesmo tempo, Paulo acreditava que o corpo recém-ressuscitado seria também um corpo celestial, imortal, glorificado, poderoso e pneumático, bem diferente do corpo terreno, que é mortal, desonrado, fraco e psíquico (em grego:  psyche). De acordo com o teólogo Peter Carnley, a ressurreição de Jesus é bem diferente da ressurreição de Lázaro pois "no caso de Lázaro, a pedra foi rolada para que ele pudesse sair... o Cristo ressuscitado não precisou que lhe rolassem a pedra, pois ele foi transformado e pode parecer onde quiser, quando quiser".
Terry Miethe, um filósofo cristão da Universidade de Oxford, afirmou: "'Jesus ressuscitou dos mortos?' é a pergunta mais importante sobre os que alegam professar a fé cristã".
Alguns acadêmicos modernos se utilizam da crença dos seguidores de Jesus na ressurreição como um ponto de partida para estabelecer a continuidade entre o Jesus histórico e a proclamação (kerigma) da Igreja antiga.

## Tradição cristã
A ressurreição de Jesus é de importância central para a fé cristã e aparece em diversos elementos da tradição, como festas, representações artísticas e relíquias religiosas. Na doutrina cristã, os sacramentos derivam seu poder salvador da Paixão e ressurreição de Cristo, da qual a salvação do mundo inteiro depende.
Um exemplo da interconexão entre ensinamentos sobre a ressurreição e as relíquias é a aplicação do conceito da "formação milagrosa da imagem" no momento da ressurreição no Sudário de Turim. Autores cristãos afirmam sua crença de que o corpo que estava embrulhado pelo sudário não era simplesmente humano, mas divino, e que a imagem no sudário foi produzida milagrosamente no momento da ressurreição. Citando o papa Paulo VI, de que o sudário é "um documento maravilhoso sobre Sua Paixão, Morte e Ressurreição, escrito para nós em letras de sangue", o autor Antonio Cassanelli argumenta que o sudário é um registro divino deliberado dos cinco estágios da Paixão, criado no momento da ressurreição.

### Páscoa
A Páscoa é a mais importante e também a mais antiga festa cristã e celebra a ressurreição de Jesus. Desde a era apostólica, seu objetivo tem sido o foco no ato de redenção de Deus na morte e ressurreição de Cristo.

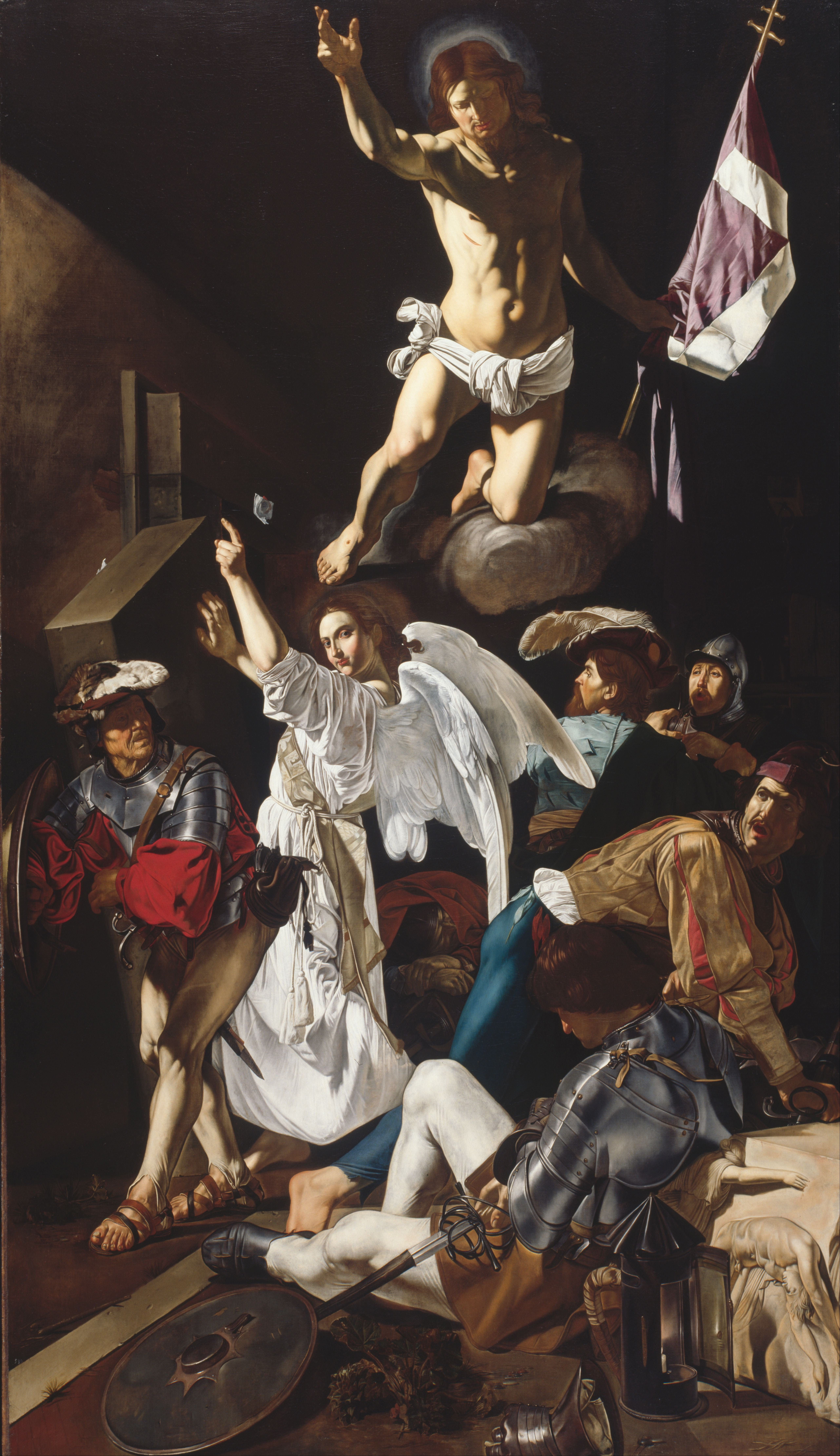
"Ressurreição de Jesus".
1619–20. Por Francesco Buoneri, atualmente no Art Institute of Chicago.

Sua origem está ligada à Páscoa judaica (Pessach) e ao Êxodo narrado no Antigo Testamento, principalmente através da Última Ceia e à crucificação, eventos que precederam a ressurreição. De acordo com o Novo Testamento, Jesus deu novo significado à ceia de Páscoa (judaica) quando ele preparou seus discípulos para sua morte no cenáculo durante a Última Ceia. Ao instituir a Eucaristia, Jesus ligou o significado do pedaço de pão e da taça de vinho com seu corpo, que seria sacrificado, e com seu sangue, que seria derramado. Paulo pede em I Coríntios: «Purificai [Livra-te do] o velho fermento, para que sejais uma nova massa, assim como sois sem fermento. Pois, na verdade, Cristo, que é nossa páscoa, foi imolado» (I Coríntios 5:7). Assim, ele relaciona alegoricamente o cordeiro de Páscoa judaico (Korban Pesach), que é sacrificado neste dia, com Jesus, que se tornou o Cordeiro de Deus. Além disso, Paulo faz referência ao requisito judaico de se comer o pão ázimo (sem fermento) neste dia.

### Ressurreição e redenção
Durante a era apostólica, a ressurreição era vista como a inauguração de um novo tempo. A tarefa de formar uma teologia da ressurreição coube a Paulo de Tarso, para quem não era suficiente repetir de forma simplória doutrinas elementares, mas sim continuar, como ele mesmo afirma em Hebreus, «deixando a doutrina dos princípios elementares de Cristo, passemos à perfeição.» (Hebreus 6:1) Assim, a conexão entre a ressurreição de Cristo e a redenção é fundamental na teologia de Paulo, pois ele entendia a primeira como a causa e a base da esperança de todos os cristãos de experimentar algo similar:
| “ | «Mas agora Cristo foi ressuscitado dentre os mortos, sendo ele as primícias dos que dormem [o primeiro a ser ressuscitado]. Pois desde que a morte veio por um homem, também por um homem veio a ressurreição dos mortos. Pois assim como em Adão todos morrem, assim também em Cristo todos serão vivificados.» (I Coríntios 15:20–22) | ” |

Os ensinamentos de Paulo se tornaram um elemento chave da tradição e da teologia cristãs. Ele ensinava que assim como os cristãos compartilham da morte de Jesus no batismo, eles também compartilharão de sua ressurreição.
Os Padres Apostólicos discutiram a morte e a ressurreição de Jesus, incluindo Inácio de Antioquia (50-115), Policarpo de Esmirna (69-155) e Justino Mártir (100-165). Depois da conversão de Constantino e do Édito de Milão (313), os primeiros concílios ecumênicos até o século VI, que se focaram na cristologia, ajudaram a formatar o entendimento cristão sobre a natureza redentora da ressurreição, influenciando tanto a liturgia quanto a iconografia.
A crença na ressurreição dos corpos foi uma constante na Igreja antiga e em nenhum outro lugar ela foi defendida mais fortemente do que no norte da África. Agostinho de Hipona acreditava nisso quando se converteu em 386. Ele defendia a ressurreição e argumentava que como Cristo havia ressuscitado, haveria uma ressurreição dos mortos. Além disso, ele defendia que a morte e a ressurreição de Jesus era para a salvação do homem ao afirmar que "para conseguir a ressurreição de cada um de nós, o Salvador pagou com sua única vida, e ele decretou previamente e apresentou sua única e singular vida na forma de sacramento e modelo".
A teologia do século V de Teodoro de Mopsuéstia nos dá uma pista sobre o desenvolvimento do entendimento dos cristãos sobre a natureza redentora da ressurreição. O papel crucial dos sacramentos na mediação da salvação era bem aceito na época. Na representação da Eucaristia da época - e no entendimento de Teodoro - os elementos sacrificiais e salvíficos eram combinados "N'Aquele que nos salvou e nos libertou através de Seu sacrifício". Porém, ele se concentra muito mais em seu triunfo sobre o poder da morte (salvação) na ressurreição do que na redenção (sacrifício).
Esta ênfase na natureza salvadora da ressurreição continuou na teologia cristã dos séculos seguintes. No século VIII, João Damasceno escreveu que: "... quando ele libertou aqueles que estavam presos desde o princípio dos tempos, Cristo retornou novamente dos mortos, abrindo para nós o caminho para a ressurreição" (vide Descida de Cristo ao inferno) e iconografia cristã nos anos seguintes é um retrato desta ênfase.

### Representações artísticas da ressurreição
Nas catacumbas de Roma, os primeiros artistas cristãos apenas insinuavam a ressurreição utilizando imagens do Antigo Testamento, como a caldeira fumegante ou Daniel na cova dos leões. Representações anteriores ao século VII geralmente se valem de eventos secundários, como as Três Marias no túmulo para transmitir o conceito da ressurreição. Um dos primeiros símbolos da ressurreição foi o Chi Ro cingido, cuja origem remonta à vitória de Constantino I na Batalha da Ponte Mílvia (312), que ele atribuiu ao uso da cruz no escudo dos seus soldados. Constantino utilizava o Chi Ro como seu estandarte e suas moedas mostravam um lábaro com o Chi Ro matando uma serpente.
O uso da grinalda à volta do Chi Ro simboliza a vitória da ressurreição sobre a morte e é uma representação primitiva da conexão entre a crucificação de Jesus e a sua triunfal ressurreição, como pode ser vista no sarcófago de Domitila (século IV) em Roma. Nele, num Chi Ro envolto em uma grinalda (cingido), a morte e a ressurreição de Cristo são representados como inseparáveis e esta não é vista apenas como meramente um "final feliz" ao final da vida de Jesus na terra. Dado o uso de símbolos similares no estandarte romano, esta representação também transmitia outra vitória, a da fé cristã: os soldados romanos, que um dia prenderam Jesus e o levaram até Calvário, agora marchavam sob o estandarte do Cristo ressuscitado.
O significado cósmico da ressurreição na teologia ocidental remonta a Ambrósio de Milão, que, no século IV, afirmou que "Em Cristo, o mundo ascendeu, o céu ascendeu, a terra ascendeu". Porém, este tema só se desenvolveu posteriormente na teologia e na arte ocidentais. Entretanto, algo completamente se deu no oriente, onde a ressurreição estava ligada à redenção, à renovação e ao renascimento do mundo todo desde muito antes. Na arte, este fato foi demonstrado pela combinação das representações da ressurreição com as da Descida de Cristo ao inferno nos ícones e nas pinturas. Um bom exemplo aparece na Igreja de Chora em Istambul, na qual João Batista, Salomão e outras figuras estão presentes, mostrando que Cristo não ressuscitou sozinho.

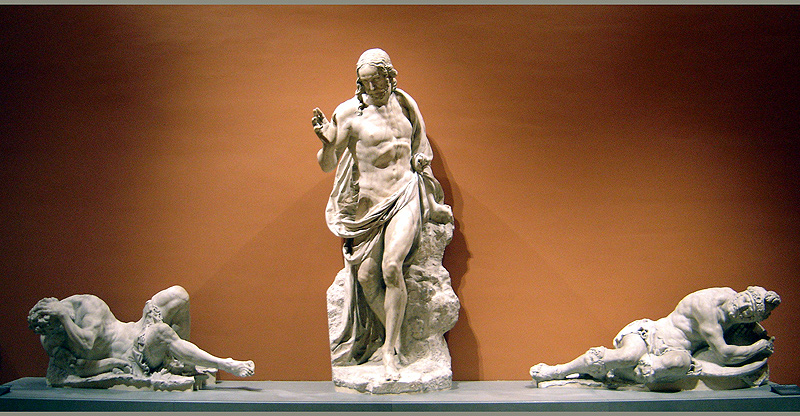
Cristo ressuscitado e soldados, de Germain Pilon,, atualmente no Museu do Louvre

## Visões não cristãs

### Gnósticos
Os gnósticos não acreditam na ressurreição no sentido literal, físico: "Para o gnóstico, qualquer ressurreição dos mortos foi descartada desde o início; a carne ou a substância está destinada a perecer. 'Não há ressurreição da carne, somente da alma', afirmam os Arcônticos, um grupo gnóstico tardio da Palestina".

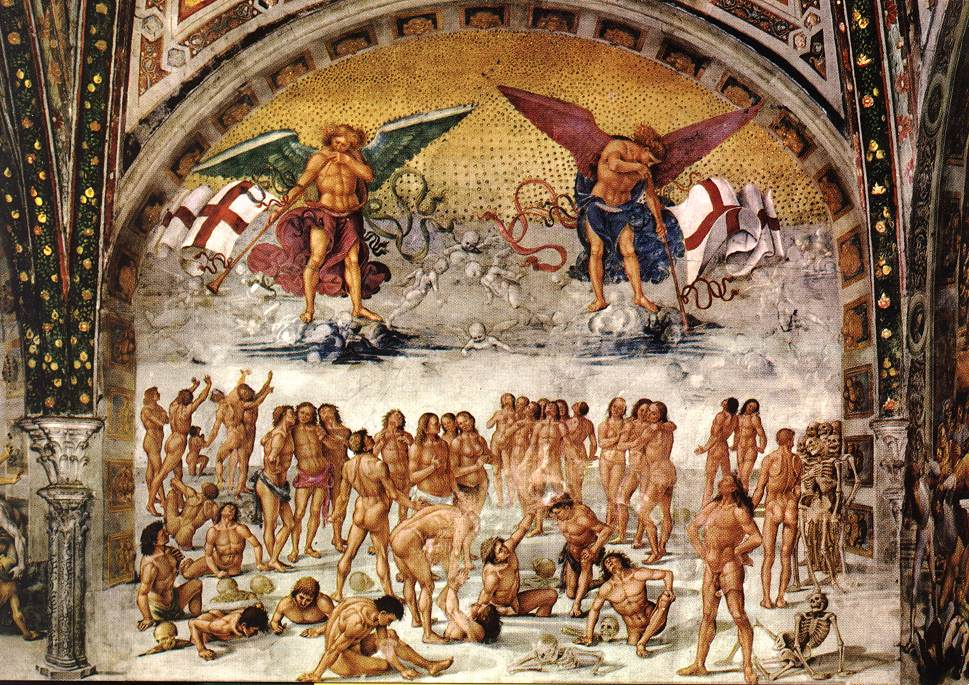
Ressurreição dos mortos.
1499-1502. Por Luca Signorelli, no Domo de Orvieto, na Itália.

### Judaísmo
Jesus era judeu, mas o cristianismo teve berço no judaísmo do século I e as duas ideologias se diferenciaram em suas teologias desde então. De acordo com o Toledot Yeshu, o corpo de Jesus foi removido na mesma noite por um jardineiro de Juda quando ele soube que os discípulos planejavam roubá-lo. Contudo, o Toledot Yeshu não é considerada uma obra canônica ou normativa na literatura rabínica. Van Voorst afirma que a obra é um documento medieval organizado sem uma forma fixa e que é "muito improvável" que contenha qualquer informação confiável sobre Jesus. A obra "The Blackwell Companion to Jesus" afirma que Toledot Yeshu não apresenta seus fatos como históricos e que o texto foi criado como uma ferramenta para tentar impedir a conversão de judeus ao cristianismo.
No século I a.C., controvérsias dividiam os diversos grupos judaicos. Os fariseus acreditavam na ressurreição dos mortos enquanto que os saduceus, não. Estes não acreditavam na vida após a morte, enquanto que os fariseus defendiam uma ressurreição literal dos corpos. Os saduceus, líderes religiosos poderosos, rejeitavam também anjos, demônios e a lei oral dos fariseus. Contudo, os fariseus, cujas crenças evoluíram para o judaísmo rabínico, eventualmente venceram a disputa (ou, ao menos, foram os sobreviventes). A promessa de uma ressurreição futura aparece na Torá e também em certas obras judaicas, como a Vida de Adão e Eva (c. 100 a.C.) e no livro farisaico II Macabeus (c. 124 a.C.).

### Islã
Os muçulmanos acreditam que Jesus, filho de Maria, era um profeta sagrado que proclamava uma mensagem divina. A perspectiva islâmica é a de que Jesus não foi crucificado e irá retornar no fim dos tempos: "Outrossim, Deus fê-lo ascender até Ele, porque é Poderoso, Prudentíssimo.". O Corão afirma, em Sura 4:157:  "E por dizerem: Matamos o Messias, Jesus, filho de Maria, o Mensageiro de Deus, embora não sendo, na realidade, certo que o mataram, nem o crucificaram, senão que isso lhes foi simulado. E aqueles que discordam, quanto a isso, estão na dúvida, porque não possuem conhecimento algum, abstraindo-se tão-somente em conjecturas; porém, o fato é que não o mataram.".